# Кетеліна Понор
Кетеліна Понор (рум. Cătălina Ponor, нар. 20 серпня 1987 року) — румунська гімнастка, триразова олімпійська чемпіонка.

## Виступи на Олімпіадах
| Олімпіада   | Дисципліна         | Місце             |
| ----------- | ------------------ | ----------------- |
| Афіни 2004  | вільні вправи      | 1                 |
| Афіни 2004  | опорний стрибок    | 5 (кваліфікація)  |
| Афіни 2004  | колода             | 1                 |
| Афіни 2004  | абсолютна першість | 64 (кваліфікація) |
| Афіни 2004  | командна першість  | 1                 |
| Лондон 2012 | командна першість  | 3                 |
| Лондон 2012 | вільні вправи      | 2                 |
| Лондон 2012 | колода             | 3                 |